# Klaus Schweinsberg
Klaus Schweinsberg (* 9. Juli 1970 in Lindau) ist ein deutscher Journalist, Publizist und Wirtschaftswissenschaftler.

## Leben
Klaus Schweinsberg hat Volkswirtschaftslehre an den Universitäten Fribourg (Schweiz), Siena (Italien) und St. Andrews (Großbritannien) studiert. Er war anschließend Wissenschaftlicher Mitarbeiter am Lehrstuhl für Finanzwissenschaft der Universität Fribourg und studierte parallel Kommunikationswissenschaften am dortigen Seminar für Journalismus. 1999 wurde er über die Arbeit Demokratiereform – Alle wichtigen Ideen zur Reform der deutschen Verfassung im Überblick promoviert.
Ab Mai 2003 war er stellvertretender Chefredakteur und ab 2004 Chefredakteur des Unternehmermagazins Impulse. Später wurde er Chefredakteur des Wirtschaftsmagazins Capital und Herausgeber der Impulse. Nach der Eingliederung der Magazine sowie anderer Titeln der Gruner + Jahr-Wirtschaftspresse im März 2009 in eine zentrale Wirtschaftsredaktion im Haus der Financial Times Deutschland in Hamburg verließ Schweinsberg das Unternehmen.
2009 wurde Schweinsberg in den Kreis der Young Global Leaders des Weltwirtschaftsforum aufgenommen.
Klaus Schweinsberg ist Affiliate Professor an der ESCP Business School Paris und Visiting Lecturer an der ESMT in Berlin. Als Reserveoffizier ist er Dozent für Sicherheitspolitik und Strategie in der Generalstabsausbildung an der Führungsakademie der Bundeswehr in Hamburg. Er lehrte an der Leuphana Universität Lüneburg. Er war von 2010 bis 2019 Mitglied der deutschen Governance Kommission für Familienunternehmen. 2010 war er Generalsekretär der Governance Kommission für Familienunternehmen.
Schweinsberg ist verheiratet und hat vier Kinder.

## Schriften
- Klaus Schweinsberg: Anständig führen: Acht Erfolgstugenden in Zeiten der Ungewissheit. Mit Streiflichtern aus der Praxis: von A wie Achleitner bis Z wie Zetsche. Herder, Freiburg im Breisgau 2014, ISBN 978-3-451-33291-3, S. 141.
- Klaus Schweinsberg: Demokratiereform. Alle wichtigen Ideen zur Reform der deutschen Verfassung im Überblick. Shaker, Aachen 2003, ISBN 3-8322-1964-1, S. 377.
- Klaus Schweinsberg: Sind wir noch zu retten? Warum Staat, Markt und Gesellschaft auf einen Systemkollaps zusteuern. FinanzBuch Verlag, München 2011, ISBN 978-3-89879-597-5, S. 235.
- mit Christoph Binswanger, Gerhard Schwarz, Klaus Schweinsberg (Hrsg.): Walter Adolf Jöhr – Ökonomie im Lichte der Politischen Ethik, Ausgewählte Schriften, Mohr Siebeck Verlag, Tübingen 2002, ISBN 978-3-16-147324-1, S. 429.
- mit Carsten Laschet: Die wichtigsten Aufsichtsräte in Deutschland. Bundesanzeiger Verlag, Köln 2015, ISBN 978-3-8462-0582-2, S. 216.
- Klaus Schweinsberg: Stresstest 2020: Welches Management funktioniert. Und warum. Erfolgsfaktor Ungewissheitskompetenz, Herder, Freiburg im Breisgau 2020, ISBN 978-3-45-138831-6, S. 207.